# Okay (Film)
Der dänische Film Okay (Okay) ist eine Komödie von Jesper W. Nielsen aus dem Jahr 2002 mit Paprika Steen in der Hauptrolle.

## Handlung
Nete ist das Zentrum ihrer Familie, sie versucht alles unter Kontrolle zu behalten. Ihr Mann Kristian ist Schriftsteller, traut sich aber nicht sein Werk an einen Verlag zu schicken, weil er die Ablehnung fürchtet. Er verdient ein wenig Geld mit Vorlesungen an der Universität und so bringt Nete mit ihrer Arbeit auf dem Sozialamt das meiste Geld nach Hause. Ihre Tochter Katrine steckt mitten in der Pubertät, hat heimlich einen Freund und will unbedingt ihre Zahnspange loswerden.
Inmitten dieses komplizierten Alltags platzt die Nachricht, dass Netes Vater unheilbar an Leukämie erkrankt ist und nicht mehr lange zu leben hat. Da der Arzt von etwa 3 Wochen ausgeht, beschließt Nete ihren Vater zu sich nach Hause nehmen. Er soll seine letzten Tage mit seiner Familie verbringen. Kurzerhand quartiert sie ihren Vater in Kristians Arbeitszimmer ein, der die Couch aber so unbequem findet, dass er ins Schlafzimmer seiner Tochter umzieht. Dadurch kommt noch mehr Unruhe in die Familie, denn der Vater raucht und sitzt den ganzen Tag nur vor dem Fernseher und denkt gar nicht ans Sterben. Im Gegenteil seine Gesundheit bessert sich sogar.
Kristian, angenervt von dem nicht vorhandenen Privatleben zu Hause, beginnt eine Affäre mit einer Studentin. Währenddessen versucht Nete ihren Bruder Martin davon zu überzeugen, sich mit seinem Vater auszusprechen und zu versöhnen. Martin war mit seinem Vater aneinandergeraten, da dieser nicht akzeptieren konnte, dass sein Sohn schwul ist. Doch Martin denkt gar nicht daran, mit seinem Vater zu sprechen. Er hat eigene Probleme, denn das lesbische Pärchen Trisse und Janni haben ihn als Samenspender für ihr Kind ausgewählt. Er muss nicht nur entscheiden, ob er spenden möchte, sondern auch, ob er als Vater anerkannt werden will.
Nete kommt endgültig an ihre Grenzen, als sie hinter die Affäre von Kristian kommt und ihr Vater sich mit ihrer Tochter gegen sie verbündet und einfach die Zahnspange entfernen lässt. Sie schmeißt Kristian aus der Wohnung und flippt aus, als ihr Vater zu ihr sagt, dass sie wie ihre Mutter sei. Nete verlässt die Wohnung, um wieder einen klaren Kopf zu bekommen. Als sie zurückkehrt, hat ihr Vater sich selbst ins Krankenhaus eingewiesen. Sein Gesundheitszustand hat sich wesentlich verschlechtert. Zuvor sucht er jedoch Martin auf und spricht sich mit seinem Sohn aus.
Als der Vater dann im Krankenhaus stirbt, ist Nete am Boden zerstört und Kristian kommt, um sie zu trösten. Sie vergibt ihm und sie fahren zusammen nach Hause.

## Kritik
„Family live. So ließe sich dieser Film umschreiben. Nielsen gelingt es, die Konflikte als Ausdruck von emotionalen Hemmnissen auf eine Weise zu schildern, die nie künstlich und überstrapaziert wirkt.“

„Die in der Hauptrolle hervorragend gespielte Tragikomödie setzt auf überraschende Wendungen, die letztlich aber weniger der Geschichte als der Selbstdarstellung des Autors dienen. Im Blickfeld bleibt immerhin die Krise einer Kleinfamilie, deren strukturelle Probleme nicht bewältigt sind und die in reaktionärem Rollenverhalten stagniert.“